# Marpesia orsilochus
Espèce
Marpesia orsilochus est une espèce d'insectes lépidoptères de la famille des Nymphalidae, de la sous-famille  des Limenitidinae et du genre Marpesia.

## Description
Marpesia  orsilochus est un papillon qui possède à chaque aile postérieure une très grande queue proche d'une tache orange anale. Le dessus est beige rayé d'une large bande blanche doublée aux ailes antérieures d'une bande étroite.
Le revers est blanc avec une bande ocre et un ensemble de bandes ocre et grise marginales et postdiscales.

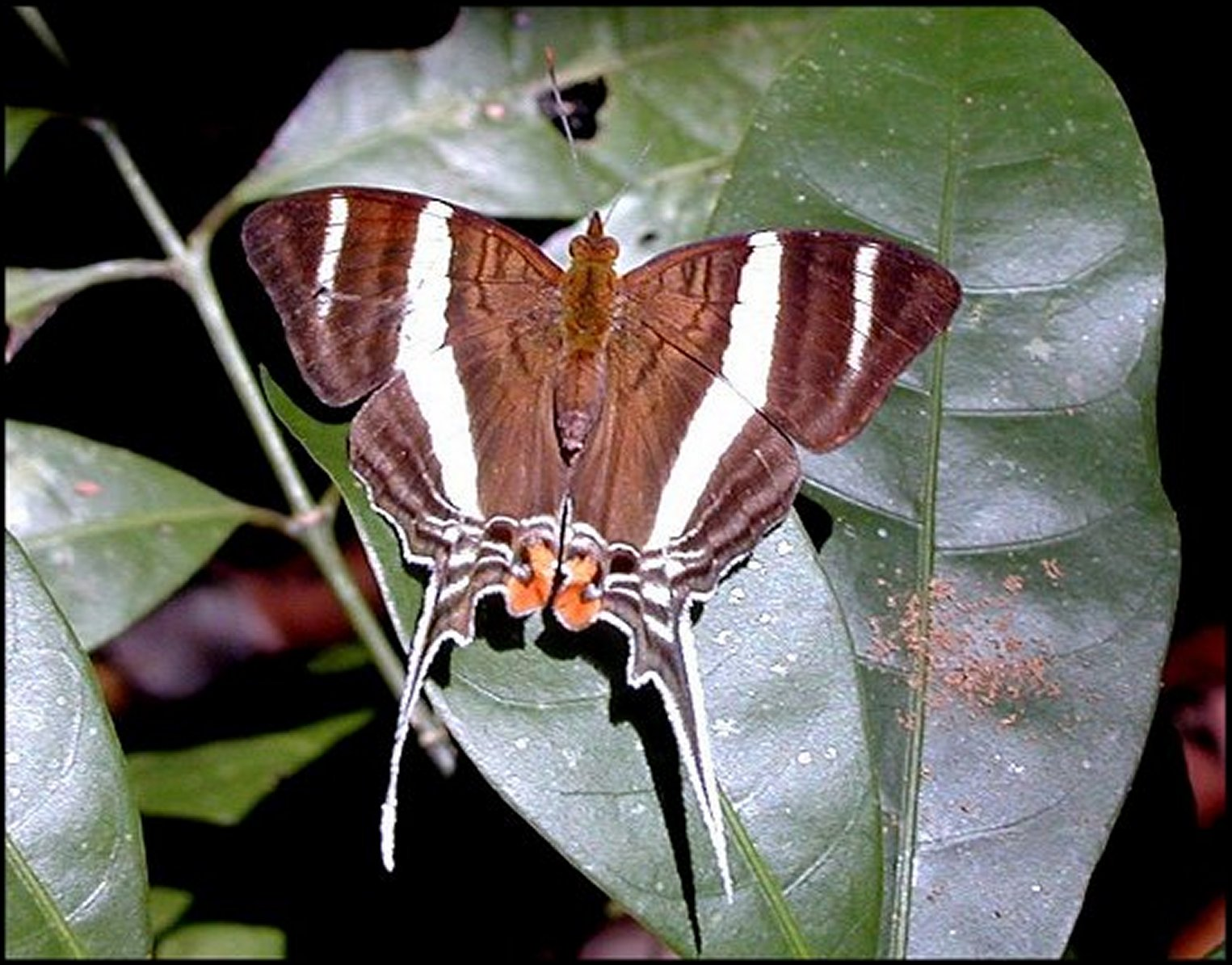
Marpesia orsilochus, vue dorsale (recto), Guyane française

## Systématique
L'espèce Marpesia  orsilochus a été décrite par l'entomologiste hollandais Johan Christian Fabricius en 1776, sous le nom initial de Papilio orsilochus.

### Synonyme
- Papilio orsilochus (Johan Christian Fabricius, 1776) Protonyme
- Papilio cinna (Cramer, 1779)

### Noms vernaculaires
Marpesia  orsilochus se nomme Orsilochus Daggerwing en anglais.

## Biologie

### Période de vol
Il vole toute l'année.

## Écologie et distribution
Il réside au Pérou, au Brésil, au Venezuela, en Guyane et au Surinam qui est la localité type pour l'espèce.

### Biotope
Il réside dans la forêt tropicale.

### Protection
Pas de statut de protection particulier.